# 罗蕾莱

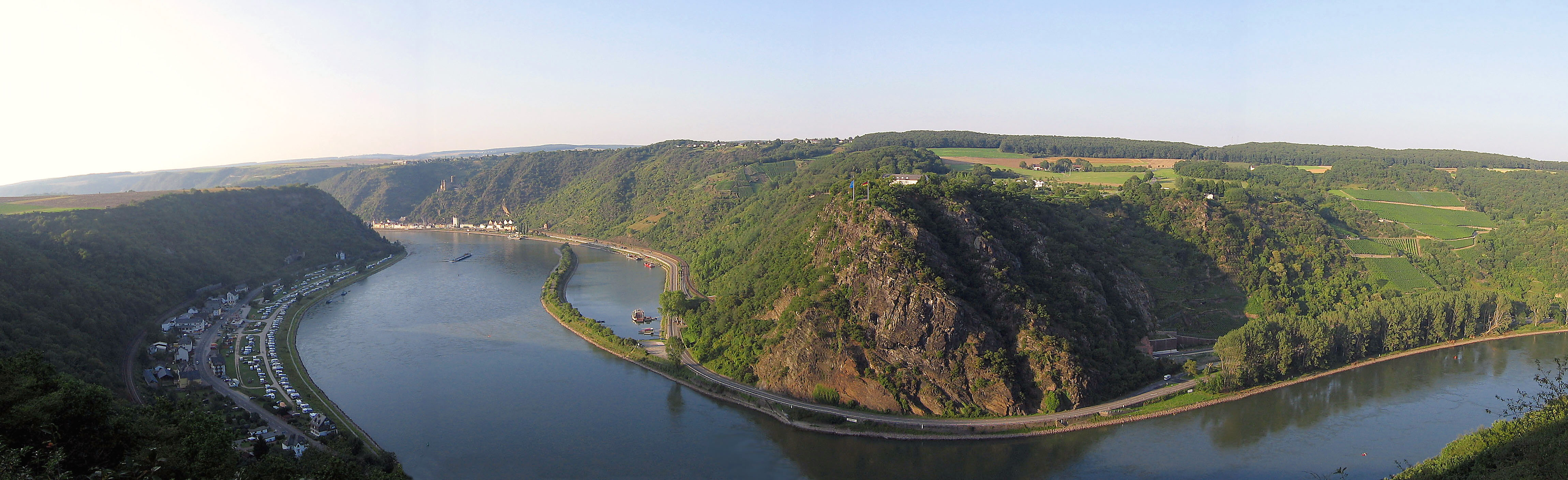
俯瞰莱茵河上的罗蕾莱。

罗蕾莱（又作Lorelei、Loreleï、Lore Lay、Lore-Ley、Lurley、Lurelei、Lurlei）是一座莱茵河中游东岸高132米的礁石，坐落在德国莱茵兰-普法尔茨州境内。罗蕾莱礁石处的莱茵河深25米，却只有113米宽，是莱茵河最深和最窄的河段，险峻的山岩和湍急的河流曾使得很多船只在这里发生事故遇难，如今仍有信号灯指引过往船只注意安全。
传说在罗蕾莱山頂上有位美若天仙的女妖羅蕾萊，用動人的美妙歌聲誘惑着行經的船隻使之遇難。

## 历史

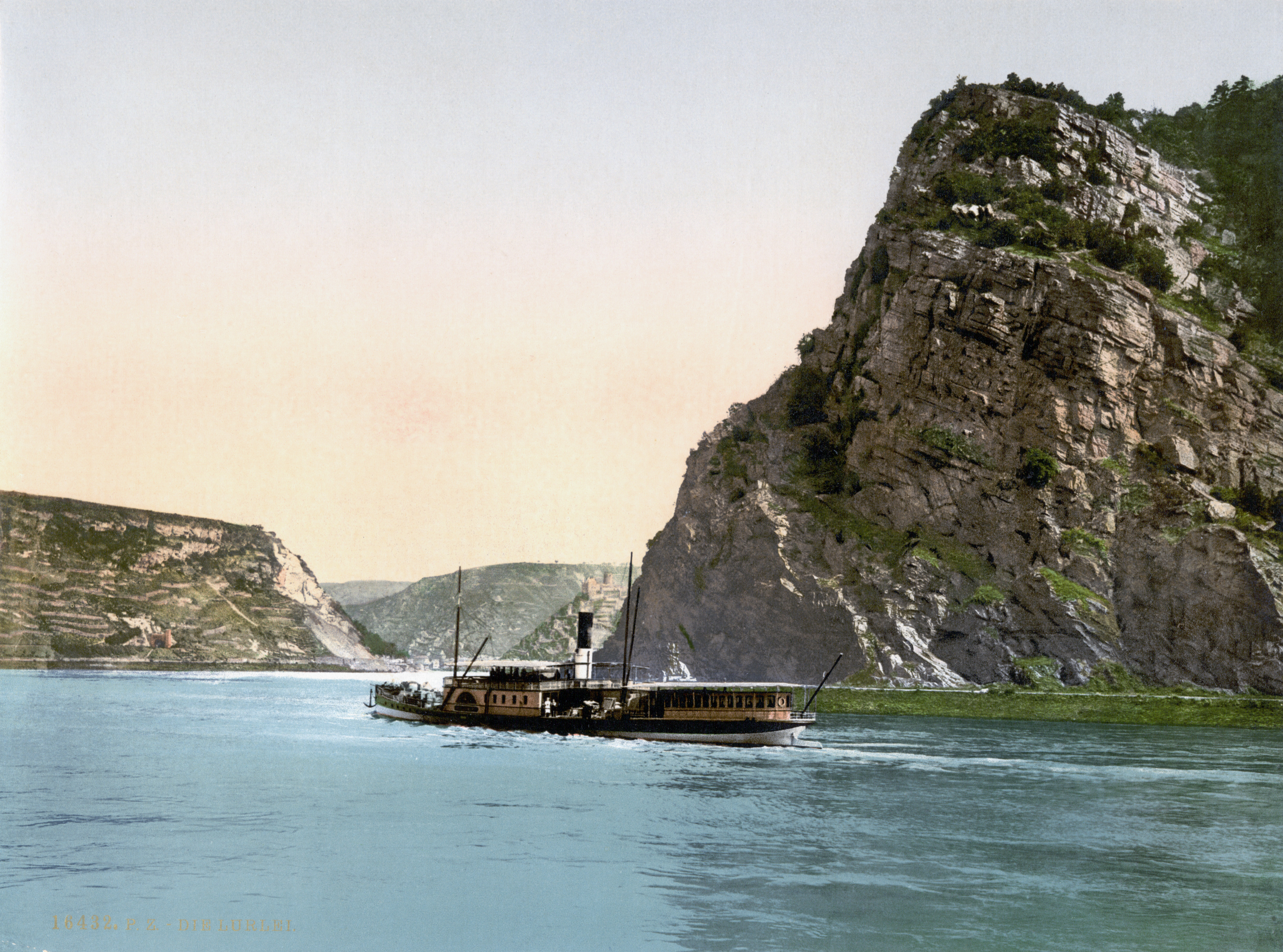
1890年至1905年间的罗蕾莱。

罗蕾莱礁石早在60万年前就有人类的活动。中世纪时罗蕾莱礁石已经成为一座知名的礁石，一方面因为它形状的奇特而成为路标，另一方面则因为它的险峻而成为行船的危险。罗蕾莱礁石附近是莱茵河中最危险的河段，一座沙洲矗立在莱茵河中，一侧的河流冲击着河中矗立的礁石，而另一侧的河流则相当平缓，这两股不同速度的河流在沙洲后面汇集到一起，形成很大的漩涡，曾使得不少过往的船只遇难。来自法国奥弗涅的传教士哥亚（Goar，约495年—575年）曾定居在罗蕾莱，以便救助经常遇难的船员，他成为城市的主保圣人，葡萄酒酿造者、船员、陶瓷匠、砌砖工人和小饭店经营者的保护神。罗蕾莱礁石所在的城市和临近的另一座城市，以他的名字命名为圣哥亚豪森（Sankt Goarshausen）和圣哥亚（Sankt Goar）。

## 罗蕾莱名字的由来
罗蕾莱的名字由“Lore”和“Ley”组成，“Ley”在古凯尔特语中是礁石的意思，而“Lore”则来自古德语的“lorlen”，意思是“低声说话”。罗蕾莱山岩中有一种奇特的自然现象，那是7重回声。19世纪前，罗蕾莱礁石上有一座小瀑布，水流湍急，形成的回声效果给人感觉是从礁石中发出窃窃私语般的说话声，在没有找到真正原因前，人们曾认为那是居住在礁石岩洞中的小矮人们在窃窃私语。如今由于周边的交通噪声，回声效果已经听不出来了。

## 罗蕾莱的传说

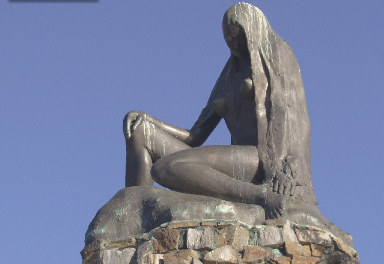
罗蕾莱礁石上的罗蕾莱蕾莱雕塑。

关于最出名罗蕾莱的传说是，在罗蕾莱礁石上坐着一个名叫罗蕾莱的女人，她用一把金色的木梳梳理着她金色的长发，过往莱茵河的船员被她美妙的歌声所吸引，因为没有注意到危险的湍流和险峻的礁石，而不幸与船只一起沉入河底。
德国海德堡派浪漫主义诗人克莱门斯·勃伦塔诺（Clemens Brentano，1778年9月9日—1842年7月28日）在1801年的叙事诗“在莱茵河边的巴哈拉赫城”中写道罗蕾莱是一位迷人的女人，她的美丽抓住了所有男人的心，也最终夺去了他们的生命，他将罗蕾莱描绘成给船员带来死亡的海妖塞壬。

## 海涅的“罗蕾莱之歌”

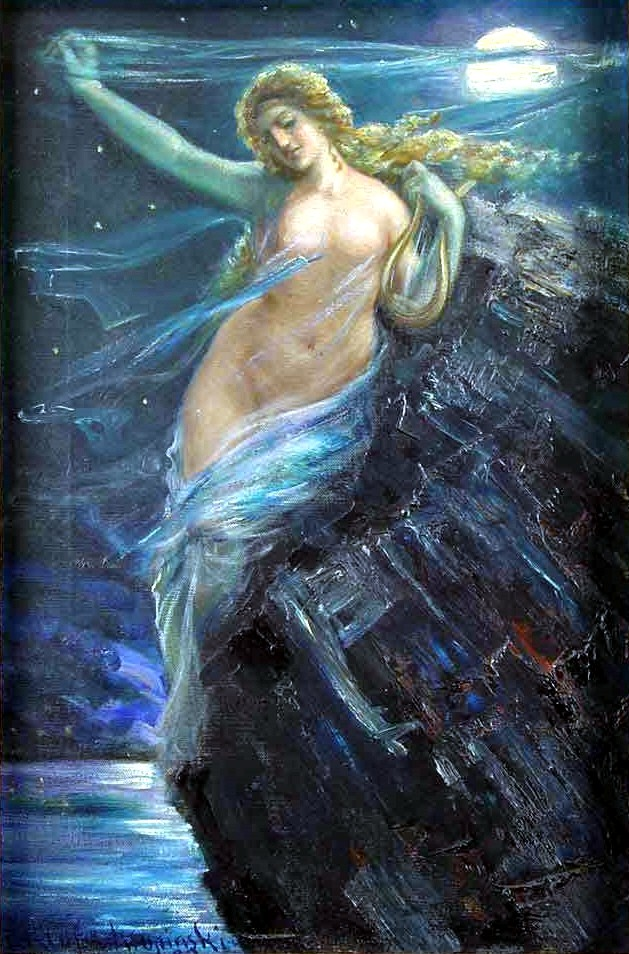
Emil Krupa-Krupinski: Loreley，作于1899年。

德国著名的浪漫主义诗人海因里希·海涅在1824年创作了叙事诗“罗蕾莱”，1837年德国作曲家弗里德里希·西尔歇尔（Friedrich Silcher，1789年6月27日—1860年8月26日）为这首诗歌谱曲，从而成为一首世代相传的德国民歌。
我不知為了什麼 我會這般悲傷 有一個舊日故事 在心中念念不忘
微風料峭而又幽瞑 靜靜吹過萊茵 夕陽的光輝染紅 染紅了山頂
有一位美麗的姑娘 奇異的高踞高崖 朝陽映在她的臉龐 她梳着她的長髮
思念着遠方的情郎 並且高唱歌一曲 歌唱着一首熱狂生動的旋律
小船中有一位少年 他不覺沉醉神往 忘卻了無情急流 只見山上的姑娘

狂暴的風浪 終於帶走了少年郎 應和着羅雷萊 動人心魂的歌聲
海涅这首伤感的抒情诗在19世纪成为了德国民歌，它在德国是如此的脍炙人口，以至于德意志第三帝国时期，虽然海涅是犹太人，他的作品都被纳粹禁止和烧毁，但唯独这首“罗蕾莱之歌”仍被保留，只不过作者被改成了“匿名”。

## 關連條目
- 終戰的羅蕾萊
- 第14号交响曲 (肖斯塔科维奇) （第三乐章的歌词取自法国诗人纪尧姆·阿波利奈尔以罗蕾莱为题材的作品）

## 资料来源
1. ↑  新浪网: 罗蕾莱之歌歌词[永久].